# Jonas Borring
Jonas Skov Borring (født 4. januar 1985) er en tidligere dansk fodboldspiller. Han spillede primært på venstre kant, men er også blevet brugt på højre. Hans styrker var primært hurtighed, men med sine 193 centimeter var han også god med hovedet inde i feltet. Han spillede over 350 kampe i Superligaen.

## Karriere

### OB
Borring startede sin karriere i Glamsbjerg IF, Årslev Boldklub, Dalum IF og B 1913 inden han i juli 2004 blev hentet til OB. Inden skiftet til OB havde han optrådt for forskellige ungdomslandshold.. Han etablerede sig i startopstillingen for OB i sæsonen 2005/06, da klubbens daværende træner Bruce Rioch, viste ham stor tiltro, hvilket han udnyttede. 
I første omgang indgik Borring en et-årig aftale med klubben, men den blev allerede forlænget efter en halvsæson, så den var gældende frem til 2007, men inden den aftale nåede at udløbe forlængede han endnu en gang. Denne gang frem til sommeren 2010.

### FC Midtjylland
FC Midtjylland præsentede 23. juni 2008 Borring som ny spiller, hvor han indgik en fire-årig kontrakt med klubben. Handlen var den største nogensinde mellem to danske klubber, og prisen skulle angiveligt have ligget på 21 millioner kroner for kantspilleren.

### Randers FC
I sommeren 2012 udløb Borrings kontrakt med FC Midtjylland, hvorefter han blandt andet var på prøvetræning i den tyske 2. Bundesliga-klub FSV Frankfurt uden at det blev til en kontrakt. Den 31. august 2012 blev det så offentliggjort at Borring havde indgået en to-årig aftale med den nyoprykkede Superligaklub Randers FC. Den 23. marts 2016 blev Randers FC og Jonas Borring enige om at ophæve kontrakten, som en konsekvens af et trekantsdrama mellem Borring, Borrings fraseparerede hustru og Randers FC-anfører Christian Keller.

### Tilbage til FC Midtjylland
Efter kone-konflikten skiftede Borring i april 2016 til Brøndby IF, men efter blot to officielle kampe og 3 måneder i Brøndby skiftede Borring i juli 2016 igen til FC Midtjylland som et led i en byttehandel mellem de to klubber.

### AC Horsens
Den 9. januar 2018 offentliggjorde AC Horsens købet af Jonas Borring i FC Midtjylland. Jonas Borring skrev under på en kontrakt der løber frem til sommeren 2020
Den 18. august 2019, blev Borring og AC Horsens enige om at ophæve kontrakten. Han udtalte i forbindelse med ophævelsen at han overvejede at stoppe karrieren.
Efter kort tids overvejelse, besluttede han sig den 7. september 2019 for at stoppe.

## Landshold
Jonas Borring blev udtaget til det danske landshold i forbindelse med to kvalifikationskampe for EM 2008 mod Liechtenstein og Sverige.